# گرنبای (ماساچوست)
گرنبای، ماساچوست
گرنبای(به انگلیسی: Granby) شهرکی در شهرستان همشایر ایالت ماساچوست می‌باشد که در سال ۱۷۶۸ بنیان‌گذاری شده‌است. این شهرک در سرشماری سال ۲۰۱۰ میلادی، ۶٬۲۴۰ نفر جمعیت داشته‌است.